# Минесота Уайлд
Минесота Уайлд е отбор от НХЛ в Сейнт Пол, Минесота, САЩ. Състезава се в Западната конференция, Северозападна дивизия.

## Факти
Основан: 2000
Цветове: червено, зелено и златисто
Арена: Ексел Енерджи Център
Носители на купа Стенли: 0 пъти
Основни „врагове“: Ванкувър Канъкс, Калгари Флеймс, Едмънтън Ойлърс и Колорадо Авеланш